# Jayden Adams
Jayden Oswin Adams (Città del Capo, 5 maggio 2001) è un calciatore sudafricano, centrocampista del M. Sundowns e della nazionale sudafricana.

## Carriera

### Club
Ha giocato nella prima divisione sudafricana.

### Nazionale
Nel 2024 è stato convocato per la Coppa d'Africa.

## Statistiche

### Cronologia presenze e reti in nazionale
| Cronologia completa delle presenze e delle reti in nazionale ― Sudafrica | Cronologia completa delle presenze e delle reti in nazionale ― Sudafrica | Cronologia completa delle presenze e delle reti in nazionale ― Sudafrica | Cronologia completa delle presenze e delle reti in nazionale ― Sudafrica | Cronologia completa delle presenze e delle reti in nazionale ― Sudafrica | Cronologia completa delle presenze e delle reti in nazionale ― Sudafrica | Cronologia completa delle presenze e delle reti in nazionale ― Sudafrica | Cronologia completa delle presenze e delle reti in nazionale ― Sudafrica |
| Data                                                                     | Città                                                                    | In casa                                                                  | Risultato                                                                | Ospiti                                                                   | Competizione                                                             | Reti                                                                     | Note                                                                     |
| ------------------------------------------------------------------------ | ------------------------------------------------------------------------ | ------------------------------------------------------------------------ | ------------------------------------------------------------------------ | ------------------------------------------------------------------------ | ------------------------------------------------------------------------ | ------------------------------------------------------------------------ | ------------------------------------------------------------------------ |
| 13-7-2022                                                                | Durban                                                                   | Sudafrica                                                                | 0 – 0 dts (4 – 5 dtr)                                                    | Mozambico                                                                | COSAFA Cup 2022 - Quarti di finale                                       | -                                                                        | 75’                                                                      |
| 15-7-2022                                                                | Durban                                                                   | Madagascar                                                               | 1 – 2                                                                    | Sudafrica                                                                | COSAFA Cup 2022 - Semifinale 5º posto                                    | -                                                                        | 68’ 73’                                                                  |
| 17-7-2022                                                                | Durban                                                                   | Sudafrica                                                                | 2 – 1                                                                    | Botswana                                                                 | COSAFA Cup 2022 - Finale 5º posto                                        | -                                                                        | 60’                                                                      |
| 10-1-2024                                                                | Pretoria                                                                 | Sudafrica                                                                | 0 – 0                                                                    | Lesotho                                                                  | Amichevole                                                               | -                                                                        | 75’                                                                      |
| 21-1-2024                                                                | Korhogo                                                                  | Sudafrica                                                                | 4 – 0                                                                    | Namibia                                                                  | Coppa d'Africa 2023 - 1º turno                                           | -                                                                        | 90+3’                                                                    |
| 3-2-2024                                                                 | Yamoussoukro                                                             | Capo Verde                                                               | 0 – 0 dts (1 – 2 dtr)                                                    | Sudafrica                                                                | Coppa d'Africa 2023 - Quarti di finale                                   | -                                                                        | 90’                                                                      |
| 21-3-2025                                                                | Polokwane                                                                | Sudafrica                                                                | 2 – 0                                                                    | Lesotho                                                                  | Qual. Mondiali 2026                                                      | 1                                                                        | 82’                                                                      |
| 25-3-2025                                                                | Abidjan                                                                  | Benin                                                                    | 0 – 2                                                                    | Sudafrica                                                                | Qual. Mondiali 2026                                                      | 1                                                                        | 76’                                                                      |
| Totale                                                                   |                                                                          | Presenze                                                                 | 8                                                                        |                                                                          | Reti                                                                     | 2                                                                        |                                                                          |

## Palmarès

### Club

#### Competizioni nazionali
- Coppa di Lega sudafricana: 1

Stellenbosch: 2023
- Campionato sudafricano: 1

Mamelodi Sundowns: 2024-2025